# Senmaya (Iwate)
Senmaya (jap. 千厩町, Semmaya-chō bzw. Senmaya-chō) war eine kreisangehörige Stadt (chō) im Landkreis Higashiiwai, Präfektur Iwate, Japan. Der Name bedeutet „Tausend Ställe“, allerdings wird heutzutage keine Pferdehaltung mehr betrieben.

## Geschichte
Am 20. September 2005 wurde Senmaya gemeinsam mit den Städten Daitō und Higashiyama und den Dörfern Kawasaki und Murone im Landkreis Higashiiwai, sowie der Stadt Hanaizumi im Landkreis Nishiiwai in die kreisfreie Stadt Ichinoseki eingemeindet.
Mit Stand 2003 hatte die Stadt 13.151 Einwohner und eine Besiedlungsdichte von 146,38 Personen pro km². Die Gesamtfläche betrug 89,84 km².

## Sehenswürdigkeiten
Die bekannteste Sehenswürdigkeit ist der Meotoiwa des Shintō-Schrein Yae-jinja (彌榮神社), an dem für Fruchtbarkeit und Kindersegen gebetet wird. Der Meotoiwa ist eine Steinformation, die einem kopulierenden Penis ähnelt, außerdem gibt es eine große vergoldete Penisstatue und andere phallische Objekte. 
Im buddhistischen Tempel Daikō-ji (大光寺) mit angrenzendem Friedhof in den umliegenden Hügeln befindet sich eine hölzerne Statue von Yakushi Nyorai aus der Heian-Zeit, die von der Präfektur denkmalgeschützt wurde.

## Verkehr
Die wichtigsten Fernstraßen sind die Nationalstraße 284 nach Rikuzentakata oder Ichinoseki und die Nationalstraße 456 nach Morioka oder Kesennuma. Senmaya hat drei Taxiunternehmen und Busverbindungen nach Ichinoseki und Sendai in der Präfektur Miyagi. An das Schienennetz ist Senmaya mit der JR East Ōfunato-Linie angebunden, die es nach Westen mit Ichinoseki im Landesinneren und nach Osten mit Kesennuma an der Küste anband. Der letzte Zug fährt um 20:30 Uhr.

## Bildung
Senmaya verfügt über mehrere Kindergärten, fünf Grundschulen (Jahrgang 1–6), eine Mittelschule (Jahrgang 7–9) und eine präfekturbetriebene Oberschule (Jahrgang 10–12), die Iwate-kenritsu Senmaya Kōkō mit etwa 600 Schülern. Die Oberschüler wählen eine Spezialisierung auf Landwirtschaft oder Handwerk, und die Schule verfügt über einen Schulgarten mit Gemüse- und Reisfeldern.

## Einkaufsmöglichkeiten
In der Einkaufsstraße im Zentrum von Senmaya finden sich Geschäfte des täglichen Bedarfs, darüber hinaus bietet das Einkaufszentrum S*PIA ein kleines Kaufhaus, Supermarkt, Bäckerei, Getränkeladen, Schuhladen, Frisör, Chemische Reinigung, Restaurants und einen 100-Yen-Laden. Nebenan befindet sich das Sunday Home Center mit Baumarkt und Landwirtschaftsbedarf.
Weiterhin verfügt Senmaya über drei Supermärkte, mehrere Drogerien, einen Buchladen, eine Videothek, einen 100-Yen-Laden und mehrere Tankstellen sowie ganztägig geöffnete Gemischtwarenläden.
Bis auf einige Restaurants und Bars gibt es kein nennenswertes Freizeitangebot am Abend.